# Rebecca St. James (album)
Rebecca St. James è il secondo album in studio della cantante australiana Rebecca St. James, pubblicato nel 1994.

## Tracce
1. Here I Am – 3:52
2. Everything I Do – 3:37
3. Little Bit of Love – 3:18
4. Side By Side – 3:55
5. True Love – 3:38
6. Way Up Here – 3:38
7. Above All Things – 4:20
8. I Thank You Lord – 3:52
9. We Don't Need It – 4:11
10. Jesus Loves the Little Children – 3:09